# Frattavecchia
Frattavecchia is een plaats (frazione) in de Italiaanse gemeente Castiglione del Lago.